# Opel Automobile GmbH Werke Bochum II/III

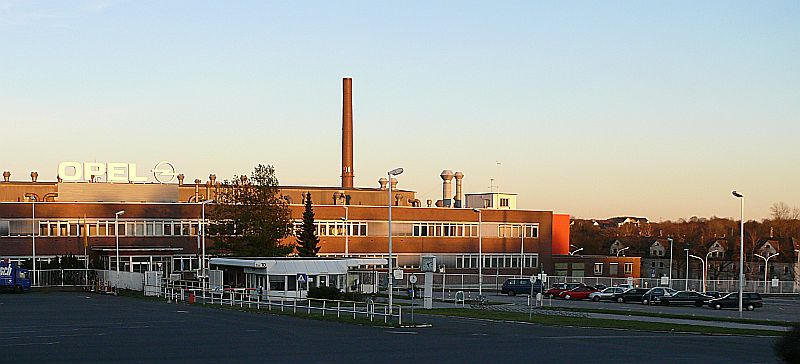
Adam Opel AG Werke Bochum II/III

Die Opel Automobile GmbH Werke Bochum II/III zählen zum Produktionsstandort der Opel Automobile GmbH in Bochum. Das Opel-Werk I wurde 2014, noch zu der Zeit, als das Unternehmen als Adam Opel AG firmierte, stillgelegt und mittlerweile abgerissen.
Die beiden Komponentenwerke II und III befinden sich nördlich des Bahnhofs Langendreer in Langendreer. Werk II liegt östlich und Werk III westlich der Bundesstraße 235.

## Geschichte
Die Stadt Bochum erwarb 1962 das Gelände der Zeche Bruchstraße von der Gelsenkirchener Bergwerks-AG, die die Zeche eigens für die Ansiedelung des Werkes II/III schloss, und verkaufte es an den Automobilhersteller weiter. Der Kaufpreis für das Zechengelände betrug 1,4 Mio. DM, die Abfindung für die vorzeitige Schließung an die GBAG weitere 11 Mio. DM.
Das Werk II diente der Komponentenherstellung, Werk III dem Komponentenvertrieb.

### Werk II – TÜV Nord Bildung Opel GmbH
Das Werk II wurde im Wesentlichen auf bisher nicht industriell genutzter Fläche errichtet, auf dem Gelände befand sich vorher nur ein Wetterschacht der Zeche Bruchstraße. Das Werk II eröffnete 1962 mit der Produktion von Aggregaten für den Opel Kadett A.
Im Jahr 2000 wurde das Motorenwerk II zunächst in das Joint-Venture GM-Fiat Powertrain – später GM Powertrain – ausgegliedert und die Motorenfertigung im Jahr 2004 eingestellt; in der Auspuff-Fertigung arbeiten 2004 noch 180 Mitarbeiter. Die Achsenfertigung endete im Sommer 2011. Die zuletzt verbliebene Getriebeproduktion (Getriebetyp F13) mit rund 300 Mitarbeitern wurde am 7. Oktober 2013 eingestellt und die Produktion im Werk II damit beendet.  Es verbleibt die Opel-Berufsausbildung in Kooperation mit dem TÜV Nord mit 200 Auszubildenden auf dem Gelände, das am nordöstlichen Ende noch über eine eigene (stillgelegte) Deponie der Klasse II verfügt.
Die jüngste Fremdvergabe war die Bildung eines Joint Ventures (gemeinsamer Betrieb) zwischen der TÜV Nord Bildung und Opel. Opel ist an diesem gemeinsamen Betrieb mit 20 % beteiligt.
Folgende Ausbildungen können in Bochum erlernt werden: Elektroniker für Betriebs- und Anlagentechnik, Industriemechaniker, Kaufmann für Bürokommunikation, Zerspanungsmechaniker, Mechatroniker und eine kooperative Ingenieursausbildung (KIA). Jedes Jahr werden vierzig Auszubildende über die Adam Opel AG eingestellt und 35 Ausbildungsplätze über Verbundpartner und den TÜV Nord belegt.
Die Adam Opel AG Berufsausbildung wurde am 1. Februar 2017 endgültig geschlossen und das Gebäude an die Perspektive 2022 übertragen. Das Ausbildungszentrum wird der Integration für Flüchtlinge dienen und wurde vom Werksgelände abgeschnitten. Das Gebäude kann man nur noch über die Somborner Straße erreichen.

### Werk III Teile- und Distributionszentrum – Opel Group Warehousing GmbH
Das Werk III wurde im Wesentlichen auf dem Haupt-Betriebsgelände der Zeche Bruchstraße mit Kohleförderung und -verarbeitung errichtet, deren Gebäude vor den Werksneubau niedergelegt wurden. Es wurde 1965 als Teile- und Distributionszentrum in Betrieb genommen.
Im Jahr 2006 wurde das Werk als Warenverteilzentrum mit rund 200.000 m² Lagerfläche ausgegliedert und vom US-Unternehmen Caterpillar, später dann Neovia betrieben. Im Jahr 2013 arbeiteten dort 420 Mitarbeiter.
Ab dem 1. Januar 2016 wurden die 700 Beschäftigten der Neovia Services GmbH im Opel-Werk III in die neu gegründete Opel Group Warehousing GmbH überführt, eine 100-prozentige Opel-Tochter. Damit übernahm Opel wieder selbst den Versand von Ersatzteilen auf dem gesamten europäischen Kontinent. Opel baute dafür auch im ehemaligen Getriebewerk (Werk II) in Langendreer für 60 Millionen Euro ein neues Warenverteilzentrum.

## Gesamtentwicklung
In den Spitzenzeiten fanden in den Werken I, II und III etwa 20.000 Menschen Arbeit, 2003 noch etwa 10.800 Menschen. In den Bochumer Opel-Werken wurden 2011 insgesamt rund 5170 Menschen beschäftigt. Durch die Aufgabe der Automobilproduktion in Bochum 2016 sollen etwa 3.000 Stellen entfallen.